# Opuncija polegnuta
Opuncija polegnuta (polegla opuncija, đavolji jezik, istočna bodljikava kruška, indijska smokva lat. Opuntia humifusa, sin. Opuntia vulgaris) svoje porijeklo vuče iz američke države Južna Dakota. Vrlo bitno kod uzgoja na otvorenom u našim kontinentalnim uvjetima jest to da korijen tokom prezimljavanja mora biti suh. Zemlja u kojoj se drži mora biti propusna za vodu i zrak. Najbolje je postaviti drenažni sloj od šljunka ili kamena debeo oko 1/5 gornjeg dijela zemlje koja leži na drenaži.
Po nekoj literaturi postoji i informacija da se u jednom dijelu švicarskih Alpa opuntia humifusa udomaćila europsku floru, uključujući hrvatsku gdje je zabilježerna pod imenom obična opuncija, i sinonimom Opuntia vulgaris. Daje plodove koji su jestivi, pod nazivom indijska smokva. Neki kultivari imaju i plodove koji na sebi nemaju bodlje pa su jednostavniji za jelo.